# Demi Moore
Demi Gene Guynes, známá pod uměleckým jménem Demi Moore, (* 11. listopadu 1962, Roswell, Nové Mexiko, USA) je americká herečka, která vstoupila do širšího povědomí teenagerskými filmy osmdesátých let a v následující dekádě se již prosadila mezi nejznámější hollywoodské hvězdy.

## Životopis

### Osobní život
Narodila se v Roswellu v Novém Mexiku, velkou část dětství strávila v Pensylvánii. Jako dítě měla těžký a nestabilní život. Její biologický otec opustil matku Virginii King po dvou měsících manželství ještě před Demiiným narozením. Kvůli tomu má v rodném listě napsané příjmení svého nevlastního otce Dannyho Guynese. Ten spáchal v roce 1980 sebevraždu. Předtím často měnil zaměstnání, a tak se rodina celkem čtyřicetkrát stěhovala. Její rodiče byli také alkoholici, často se navzájem bili.

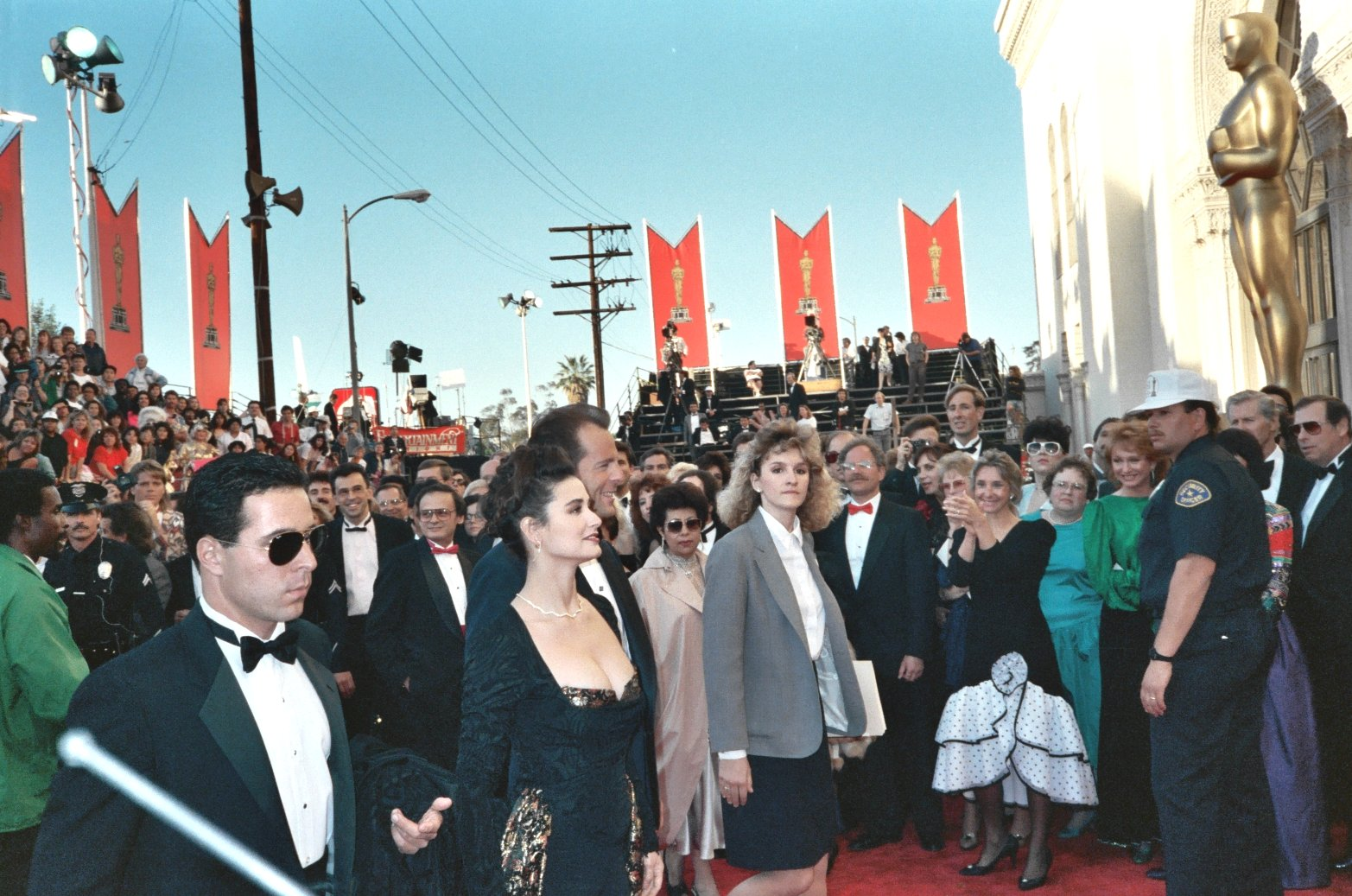
Moore a Bruce Willis na předávání Oscarů v roce 1989

V dětství trpěla šilhavostí, a tak nosila pásku přes oko, dokud nebyl problém chirurgicky odstraněn. Trpěla také dysfunkcí ledvin.
Rodina se v roce 1976 usadila v Los Angeles. Když bylo Demi 16, její kamarádka herečka Nastassja Kinski ji přiměla, aby opustila školu, kde byli jejími spolužáky frontman skupiny Red Hot Chili Peppers Anthony Kiedis a herec Timothy Hutton, aby se stala herečkou. V roce 1979 potkala svého prvního manžela, hudebníka, Freddyho Moorea, kterého si i vzala. Rozvedli se v roce 1985, Demi si ale nechala jeho příjmení.
V roce 1987 potkala Bruce Willise, zamilovali se do sebe a po dvou měsících se vzali. Společně mají tři dcery – Rumer Willis (nar. 1988), Scout LaRue Willis (nar. 1991) a Tallulah Belle Willis (nar. 1994). V roce 1998 začali manželé žít odděleně a o dva roky později se rozvedli. Do dneška ale zůstali přáteli.
V roce 2003 začala chodit s o patnáct let mladším hercem Ashtonem Kutcherem. Po mnoha spekulacích ze strany tisku se v roce 2005 vzali. Dva roky po svatbě si herečka změnila jméno z Moore na Kutcher. V profesionálním životě ale nadále používá příjmení Moore. V listopadu 2011 byl oznámen jejich rozchod.

### Kariéra

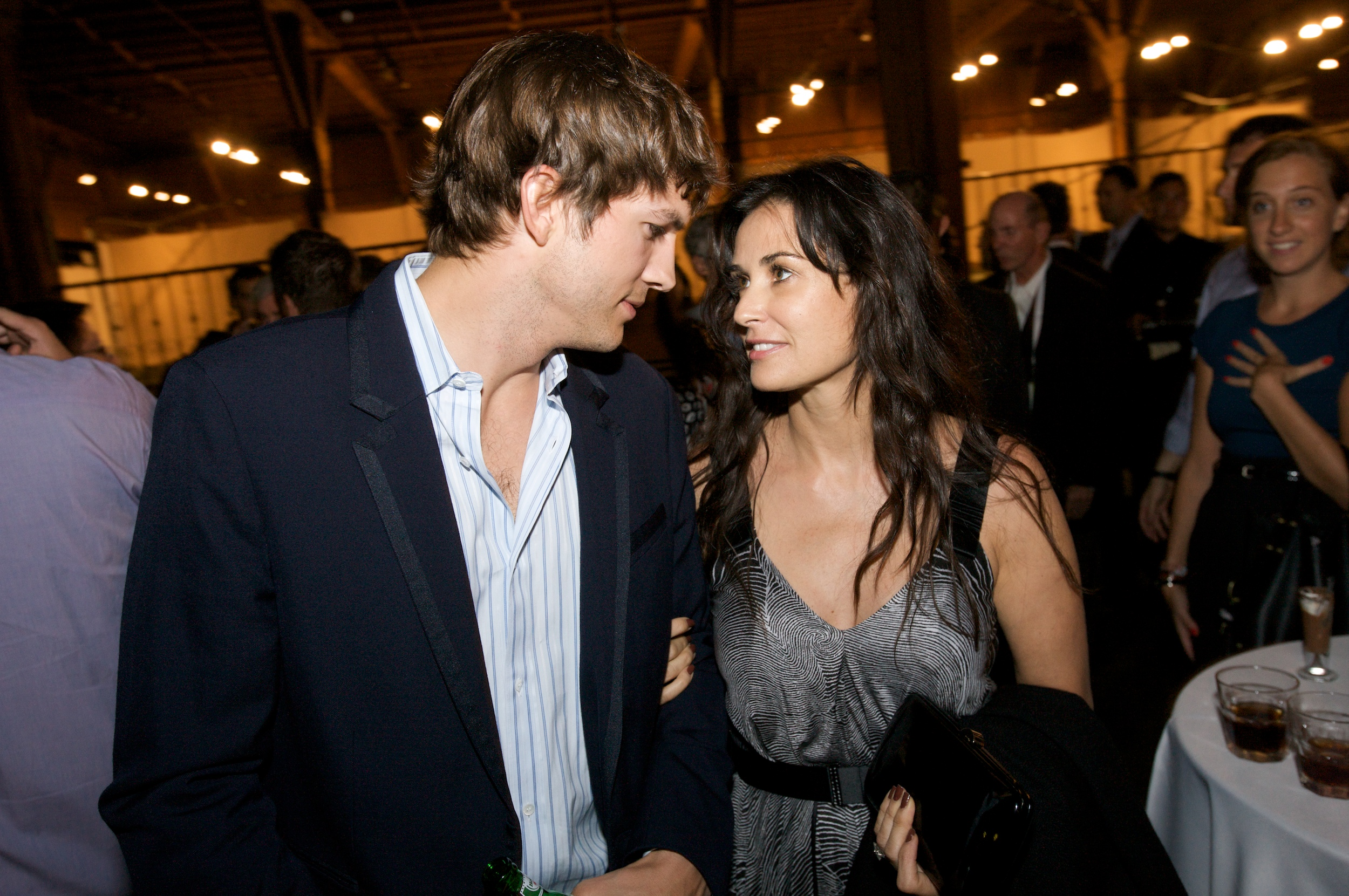
Moore s Kutcherem v roce 2008.

Poté, co opustila školu, začala pracovat jako modelka, nechala se dokonce nafotit nahá. Tyto fotografie zůstaly nepovšimnuty až do té doby, co se stala slavnou. Nejdříve byly publikovány v německém časopise, později i v Americe. Jejím filmovým debutem byl film Parasite v roce 1982. Populární se ale stala až díky roli Jackie Templetonové v mýdlové opeře ABC General Hospital.
V osmdesátých letech hrála v několika filmech orientovaných převážně na mládež. Po velkém komerčním úspěchu snímku Duch s Patrickem Swayzem a Whoopi Goldbergovou začala být obsazovaná do lepších rolí, třeba ve filmech Pár správných chlapů, Skandální odhalení nebo Zvoník u Matky Boží. Úspěch Ducha se už ale nikdy neopakoval a Moore hrála i v několika propadácích jako Šarlatové písmeno nebo Porotce. Několika filmy také šokovala své fanoušky, například snímkem Striptýz, ve kterém odhalila svá ňadra, nebo G.I. Jane, kvůli kterému si oholila hlavu. Za roli v minisérii Kdyby zdi mohly mluvit byla nominovaná na Zlatý glóbus.
Po herecké přestávce se v roce 2003 vrátila na plátno jako bývalá členka Charlieho andílků ve filmu Charlieho andílci: Na plný pecky. V roce 2006 se objevila ve filmu Atentát v Ambassadoru s all-star obsazením. Ve filmu hrál i její manžel Ashton Kutcher, ale neobjevili se společně v žádné scéně.

## Filmografie
| Rok       | Film/seriál                            | Role                     | Poznámky |
| --------- | -------------------------------------- | ------------------------ | --- |
| 1981      | Choices                                | Corri                    | |
| 1982      | Parazit                                | Patricia Welles          | |
| 1982      | Lékařská akademie                      | nová internistka         | nebyla uvedena v titulcích |
| 1982–1983 | General Hospital                       | Jackie Templeton         | |
| 1984      | The Master                             | Holly Trumbull           | |
| 1984      | Bedrooms                               | Nancy                    | |
| 1984      | Za to může Rio                         | Nicole 'Nikki' Hollis    | |
| 1984      | Žádná maličkost                        | Laura Victor             | |
| 1985      | Eliášův oheň                           | Jules                    | |
| 1986      | Ohledně minulé noci                    | Debbie Sullivan          | |
| 1986      | Ztřeštěné léto                         | Cassandra Eldridge       | |
| 1986      | Wisdom                                 | Karen Simmons            | |
| 1988      | The New Homeowner's Guide to Happiness |                          | |
| 1988      | Sedmé znamení                          | Abby Quinn               | |
| 1989      | Měsíční svit                           | žena ve výtahu           | 1 epizoda |
| 1989      | Nejsme žádní andělé                    | Molly                    | |
| 1990      | Příběhy ze záhrobí                     | Cathy Marno              | |
| 1990      | Duch                                   | Molly Jensenová          | nominace na Zlatý glóbus v kategorii Nejlepší herečka v muzikálu nebo komedii                                                                                  |
| 1991      | Nic než trable                         | Diane Lightson           | nominace na Zlatou malinu v kategorii Nejhorší herečka |
| 1991      | Vražedné myšlenky                      | Cynthia Kellogg          | |
| 1991      | Řezníkova žena                         | Marina Lemke             | |
| 1992      | Pár správných chlapů                   | JoAnne Gallowayová       | |
| 1993      | Neslušný návrh                         | Diana Murphy             | nominace na Zlatou malinu v kategorii Nejhorší herečka |
| 1994      | Skandální odhalení                     | Meredith Johnson         | |
| 1995      | Šarlatové písmeno                      | Hester Prynneová         | nominace na Zlatou malinu v kategorii Nejhorší herečka nominace na Zlatou malinu v kategorii Nejhorší pár (buď spolu s Robertem Duvallem nebo s Garym Oldmanem |
| 1995      | Navždy spolu                           | Samantha                 | |
| 1996      | Porotce                                | Annie Laird              | |
| 1996      | Zvoník u Matky Boží                    | Esmeralda                | dabing |
| 1996      | Striptýz                               | Erin Grant               | Zlatá malina v kategorii Nejhorší herečka Zlatá malina v kategorii Nejhorší pár (spolu s Burtem Reynoldsem)                                                    |
| 1996      | Kdyby zdi mohly mluvit                 | Claire Donnelly          | nominace na Zlatý glóbus v kategorii Nejlepší herečka v minisérii nebo TV filmu                                                                                |
| 1996      | Beavis a Butt-head dobývají Ameriku    | Dallas Grimes            | dabing |
| 1997      | Destination Anywhere                   | Janie                    | |
| 1997      | G.I. Jane                              | Jordan O'Neill           | Zlatá malina v kategorii Nejhorší herečka |
| 1997      | Pozor na Harryho                       | Helen                    | |
| 2000      | V moci snů                             | Martha Marie             | nominace na Zlatou malinu v kategorii Nejhorší herečka |
| 2002      | Zvoník u Matky Boží II                 | Esmeralda                | dabing |
| 2003      | Will a Grace                           | Sissy Palmer-Ginsburg    | 1 epizoda |
| 2003      | Charlieho andílci: Na plný pecky       | Madison Lee              | Zlatá malina v kategorii Nejhorší herečka ve vedlejší roli |
| 2006      | Světlo ve tmě                          | Rachel Carlson           | |
| 2006      | Bobby                                  | Virginia                 | |
| 2007      | Mr. Brooks                             | detektiv Tracy Atwoodová | |
| 2007      | Brilantní plán                         | Laura                    | |
| 2001      | The Magic 7                            | U-Z-Onesa                | dabing |
| 2001      | Slzy radosti                           | Laura                    | |
| 2001      | Jonesovi                               | Kate Jonesová            | |
| 2010      | Bunraku                                | Alexandra                | |
| 2011      | Další šťastný den                      | Patty                    | |
| 2011      | Margin Call                            | Sarah Robertson          | |
| 2012      | LOL                                    | Anne                     | |
| 2013      | Very Good Girls                        | Kate                     | |
| 2015      | Zatracený                              |                          | |
| 2016      | Wild Oats                              |                          | |
| 2017      | Holky na tahu                          |                          | |
| 2018      | Love Sonia                             | Selma                    | |
| 2019      | Jako zvířata                           | Lucy                     | |
| 2020      | Songbird                               | Piper Griffin            | |
| 2022      | Nesnesitelná tíha obrovského talentu   | Olivia                   | |
| 2024      | Substance                              | Elisabeth Sparkle        | |